# Juanito

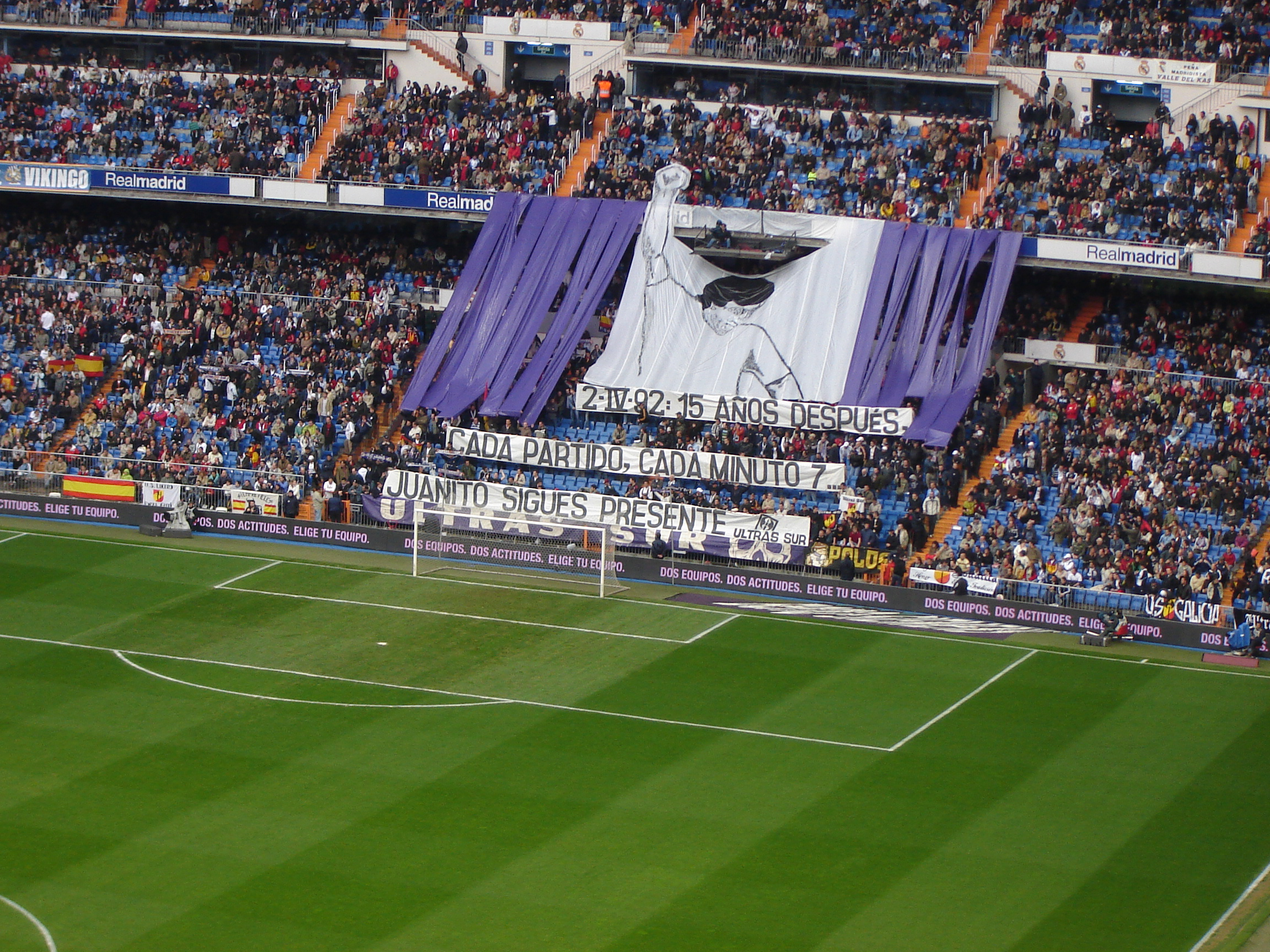
Fan-Choreografie im Bernabéu-Stadion zum 15. Todestag

Juanito (* 10. November 1954 in Fuengirola; † 2. April 1992 in Calzada de Oropesa, Toledo; bürgerlich Juan Gómez González) war ein spanischer Fußballspieler.

## Sportliche Laufbahn

### Vereinskarriere
Juanito begann seine Laufbahn in seiner Heimatstadt beim FC Fuengirola. Schon früh wurde Atlético Madrid auf den Flügelstürmer aufmerksam, und so wechselte er im Sommer 1972 in die Jugend der Madrilenen. Schwere Verletzungen, unter anderem eine Schienbeinfraktur, hinderten ihn am Durchbruch, und so wechselte er 1974 zum damaligen Zweitdivisionär FC Burgos. Mit den Kastiliern schaffte er 1976 den Aufstieg in die Primera División und wurde gleich in seiner ersten Saison vom Fußballmagazin Don Balón zum besten Spieler der Liga gewählt.
Im Sommer 1977 verpflichtete Real Madrid den Rechtsaußen für 27 Millionen Peseten. Bei den Hauptstädtern erlebte er seine größte Zeit als Fußballer, errang fünf Meistertitel, zwei spanische Pokalsiege und zwei UEFA-Cup-Siege. In der Saison 1983/84 war er zudem Torschützenkönig der spanischen Primera División. Des Weiteren bestritt er mit seinem Klub zwei Endspiele bei europäischen Bewerben, beim Europapokal der Meister 1980/81 unterlag man dem FC Liverpool, beim Europapokal der Pokalsieger 1982/83 verlor man gegen den FC Aberdeen.
Der schnelle, kaltschnäuzige und wendige Flügelstürmer stieg zu einem Idol für die Madrider Fans auf, sein Charakter führte aber auch zu diversen Tiefpunkten seiner Karriere. 1978 wurde er wegen einer Tätlichkeit gegen den Schiedsrichter Adolf Prokop für zwei Jahre von allen europäischen Wettbewerben ausgeschlossen, 1986 fiel er in einem UEFA-Pokalspiel durch eine Spuckattacke auf seinen ehemaligen Mannschaftskameraden Uli Stielike auf, und 1987 schließlich waren es Fußtritte gegen den am Boden liegenden Lothar Matthäus, die zu einer fünfjährigen Sperre für alle europäischen Wettbewerbe führten. Seine Karriere bei Real Madrid war damit beendet, und die spanische Presse benutzte seitdem "Bestia Negra" für den FC Bayern.
Nach insgesamt zehn Jahren bei Real Madrid wechselte er 1987, als 32-Jähriger, zum CD Málaga, für den er zwei Saisons spielte. Nach seinem Rücktritt wechselte er in den Betreuerstab der Andalusier. Später gab er ein kurzes Comeback als Spieler beim drittklassigen CD Los Boliches.

### Auswahleinsätze
Juanito war Teil des spanischen Aufgebots für die Olympischen Spiele 1976, bei der seine Mannschaft jedoch bereits in der Vorrunde ausschied. Für die A-Nationalmannschaft spielte er in 34 Partien und nahm an den Weltmeisterschaften 1978 in Argentinien und 1982 in Spanien teil. Auch bei der Europameisterschaft 1980 in Italien war er Teil des Aufgebotes.

### Erfolge
- 2× UEFA-Pokal-Sieger: 1984/85, 1985/86
- 5× Spanischer Meister: 1977/78, 1978/79, 1979/80, 1985/86, 1986/87
- 2× Spanischer Pokalsieger: 1979/80, 1981/82
- 1× Spanischer Ligapokalsieger: 1985
- 1× Torschützenkönig: 1983/84

## Weiterer Werdegang und Tod
1991 übernahm er das Traineramt bei CP Mérida. In der Nacht vom 1. auf den 2. April 1992 starb Juanito bei einem Autounfall, als er nach einem UEFA-Pokalspiel zwischen seiner ehemaligen Mannschaft Real Madrid und dem Torino Calcio aus Madrid zurückkehrte.

## Der Geist von Juanito
Neben seiner spektakulären Spielweise war der Rechtsaußen vor allem für seinen explosiven Charakter, aber auch für seinen unbedingten Siegeswillen bekannt. Noch heute wird von den madrilenischen Fans bei einem anscheinend aussichtslosen Rückstand nach dem Hinspiel, in Referenz an die legendären Europacup-Aufholjagden zu Zeiten Juanitos, der Espíritu de Juanito („Geist von Juanito“) von der Mannschaft gefordert: bedingungsloser Einsatz bis zum Schluss.
Darüber hinaus wird stets in der siebten Minute (in Erinnerung an seine Trikotnummer sieben) von den Zuschauern der Satz „Illa, illa, illa, Juanito maravilla, se ve, se siente, Juanito está presente“ gesungen, was auf Deutsch so viel bedeutet wie:  „Illa, illa, illa, Juanito das Wunder, man kann es sehen, man kann es fühlen, Juanito ist anwesend“.
Auch Spaniens Presse bedient sich des Geists der Fußballlegende und titelt gerne als Schlagzeile mit dessen Worten: „90 minuti en el Bernabéu son molto longos“, einem Mischmasch aus Spanisch und Italienisch anlässlich des UEFA-Pokal-Halbfinalrückspiels der Saison 1985/86 gegen Inter Mailand, das so viel bedeutet wie „90 Minuten im Bernabéu sind sehr lang.“ (Der Einzug ins Finale wurde allerdings erst in der Verlängerung entschieden.)